# 석기시대 (보드 게임)

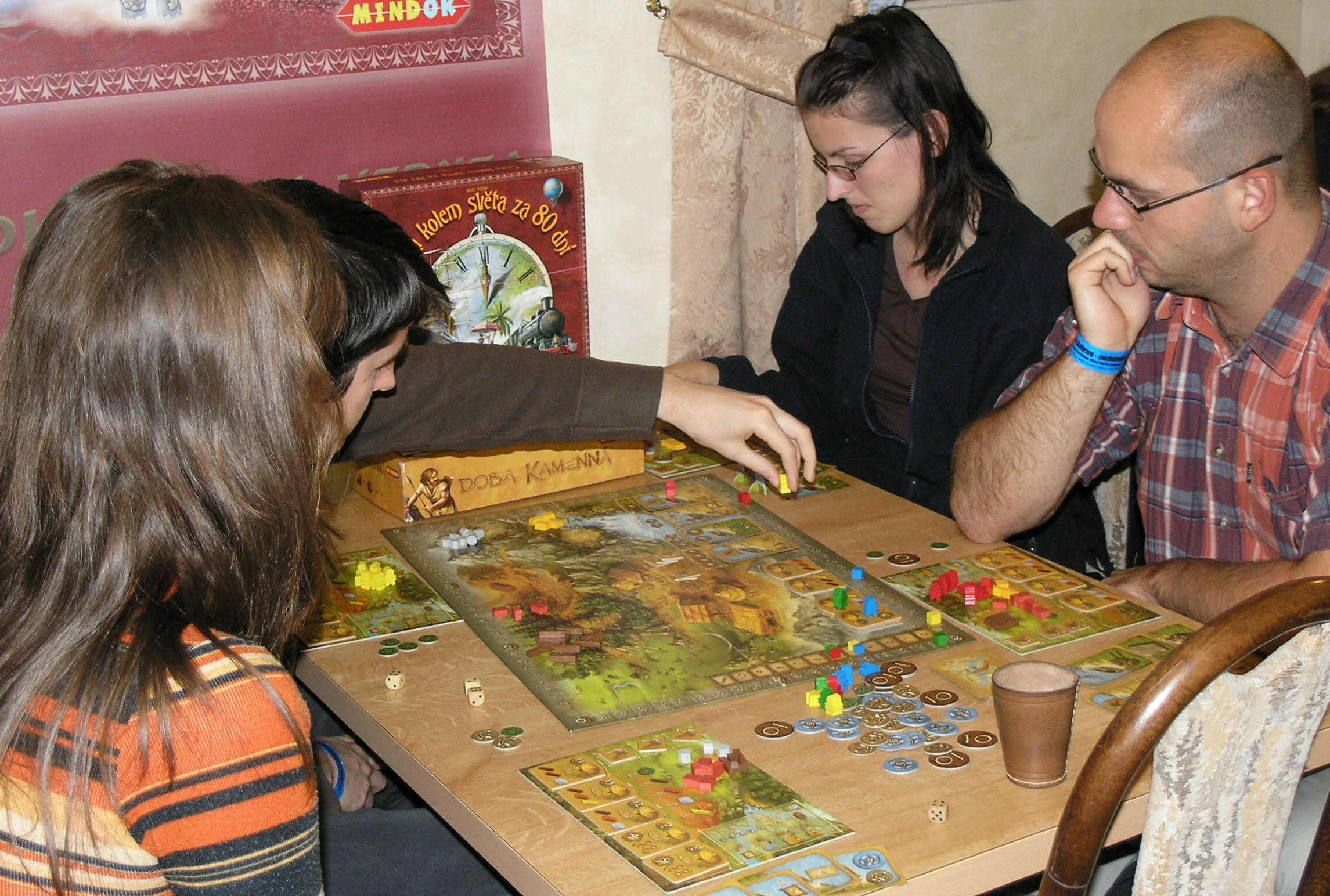

석기시대(영어: Stone Age)는 베른트 브룬호퍼가 만든 보드 게임이다. 2008년 SDJ 수상장에서 출시하였으며, 일꾼 놓기 보드 게임이다. 인원은 2-4명이 할 수 있다.

## 구성물
- 게임판 1개
- 부족판 4개
- 문명 카드 36장
- 4종류의 자원 말 68개
- 주사위 7개
- 주사위 컵 1개
- 건물 타일 28개
- 일꾼 40명
- 식량 타일 53개
- 시작 플레이어 마커 1개

## 확장판
- 2011년, "스타일이 목표다!"란 이름으로 확장팩이 출시되었다. 확장팩을 사용하면 5인까지 가능하다.